# Marsden (West Yorkshire)
Marsden è un grande villaggio nella regione metropolitana di Kirklees nello West Yorkshire, Inghilterra. Si trova circa 11 km a ovest di Huddersfield, alla confluenza dei fiumi Colne e Wesseden.